# Holburne Museum
Le Holburne Museum, ou musée Holburne (auparavant Holburne of Menstrie Museum et Holburne Museum of Art) est un musée d'art situé aux Sydney Pleasure Gardens, à Bath, en Angleterre dans le Somerset. Il s'agit du premier musée d'art de la ville. Il accueille des œuvres d'art et de l'art décoratif et a été construit pour abriter la collection de Sir William Holburne. Il possède des œuvres de Gainsborough, Guardi, Stubbs, Ramsay, Zoffany, etc.
Ce musée donne aussi des expositions temporaires, des concerts et des ateliers créatifs, ainsi que des conférences et des événements culturels. Il possède une librairie et un café donnant sur les Sydney Gardens. Le musée a rouvert en mai 2011 après des travaux de restauration soutenus financièrement par le Heritage Lottery Fund.

## Collections
Le cœur des collections du musée est formé par la collection fondatrice de Sir Thomas William Holburne (1793-1874). William Holburne a fait une carrière d'officier de marine, a hérité du titre de baron en 1820 après la mort de son frère aîné, Francis, à la bataille de Bayonne en 1814. La collection consiste en de la porcelaine chinoise armoriée, de l'argenterie du XVIIe siècle et du XVIIIe siècle, de la majolique italienne, des bronzes, des tableaux de vieux maîtres, des portraits en miniature, des livres anciens et de l'ameublement, ainsi que de la numismatique, de la verrerie romaine, des sceaux, des pierres précieuses et des tabatières.
En 1882, la collection de Sir William comprend plus de quatre mille objets, tableaux et livres et elle est léguée par sa sœur, Mary Anne Barbara Holburne (1802-1882), à la ville de Bath,. Après l'ouverture du musée, la collection n'a cessé de s'agrandir avec l'acquisition de plus de deux mille cinq cents pièces de musée, notamment dans le domaine de la verrerie avec des dons dans les années 1920-1930 de la famille Blathwayt de Dyrham Park. De même, les collectionneurs J. Murray Elgar en 1955 et George Warre en 1938 ont fait don de céramiques orientales. Hugh Blaker en a été le conservateur de 1905 à 1913.
D'importantes acquisitions ont enrichi les collections du musée dans le domaine de la peinture britannique du XVIIIe siècle et du début du XIXe siècle et des miniatures de cette même époque. Le musée a reçu en 1955 dix tableaux du legs d'Ernest E. Cook, petit-fils du voyagiste Thomas Cook. Le legs comprend des œuvres de Gainsborough, Stubbs et Turner. Des portraits du milieu du XVIIIe siècle de la famille Sargent par Allan Ramsay sont légués au musée par Sir Orme Sargent en 1962. Sauf exception, les acquisitions se font toujours aujourd'hui en cohérence avec le cœur des collections du musée.
Le musée possède aussi des portraits d'artistes modernes comme David Fisher, qui remporta en 2008 un concours ouvert par le musée sur des commandes de portraits,.

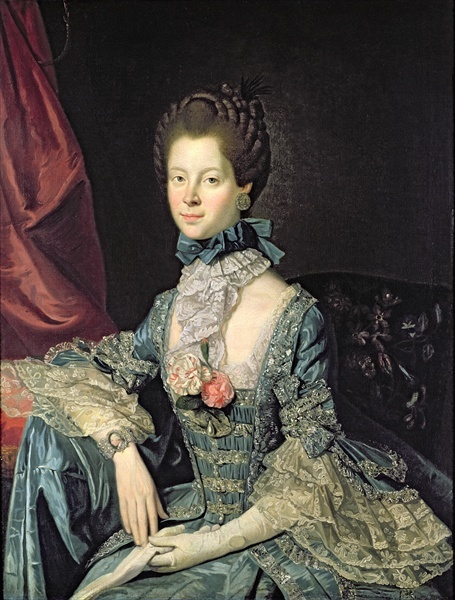
Johan Joseph Zoffany: Portrait de la reine Charlotte (1766)
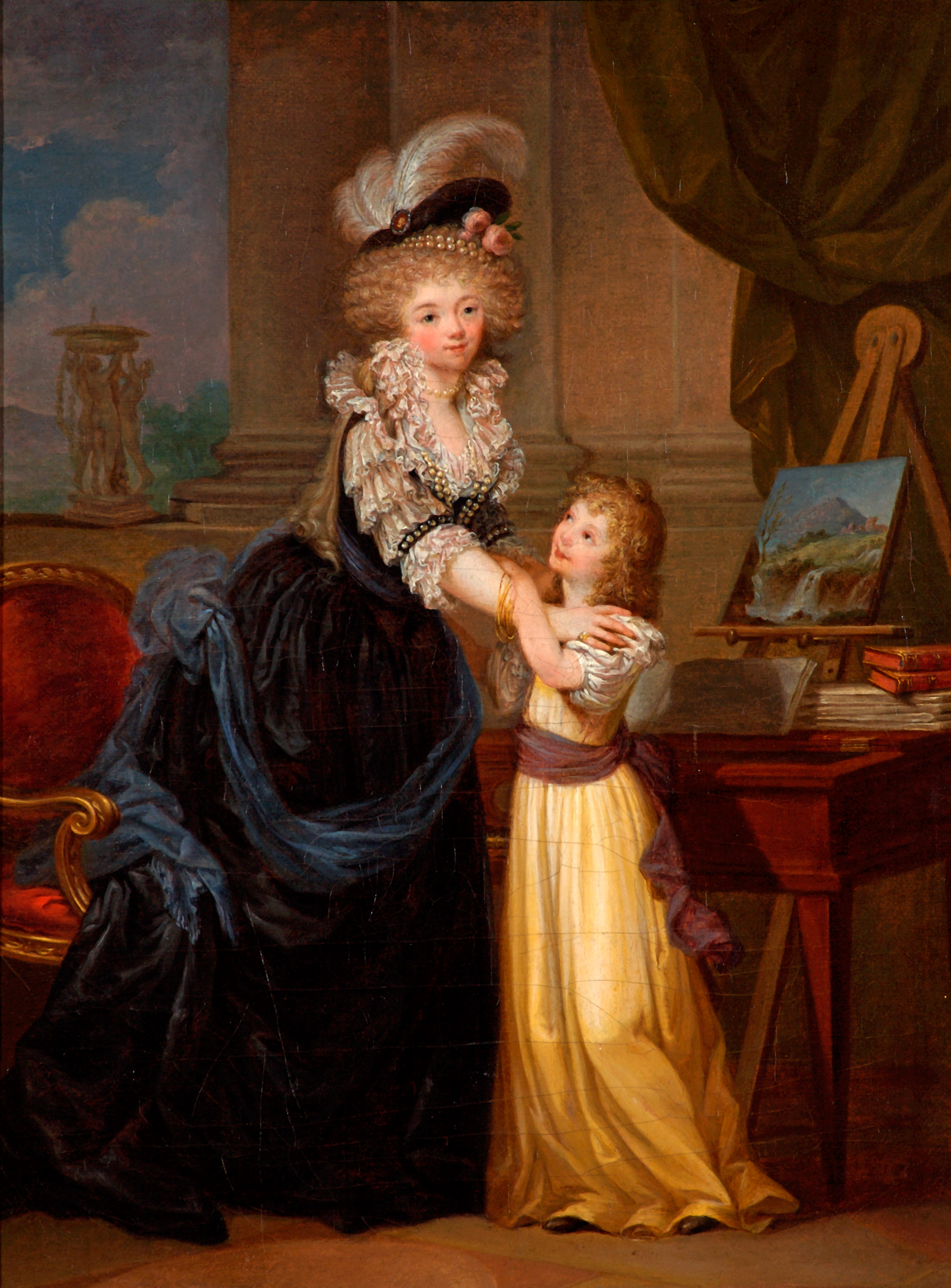
Marguerite Gérard: Portrait d'une dame et d'une fillette (1790)
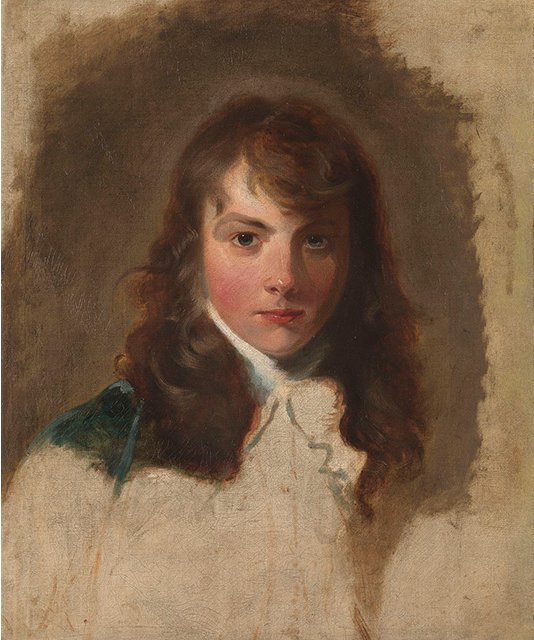
Thomas Lawrence: Esquisse d'Arthur Atterley (1791)

## Bâtiment et jardins

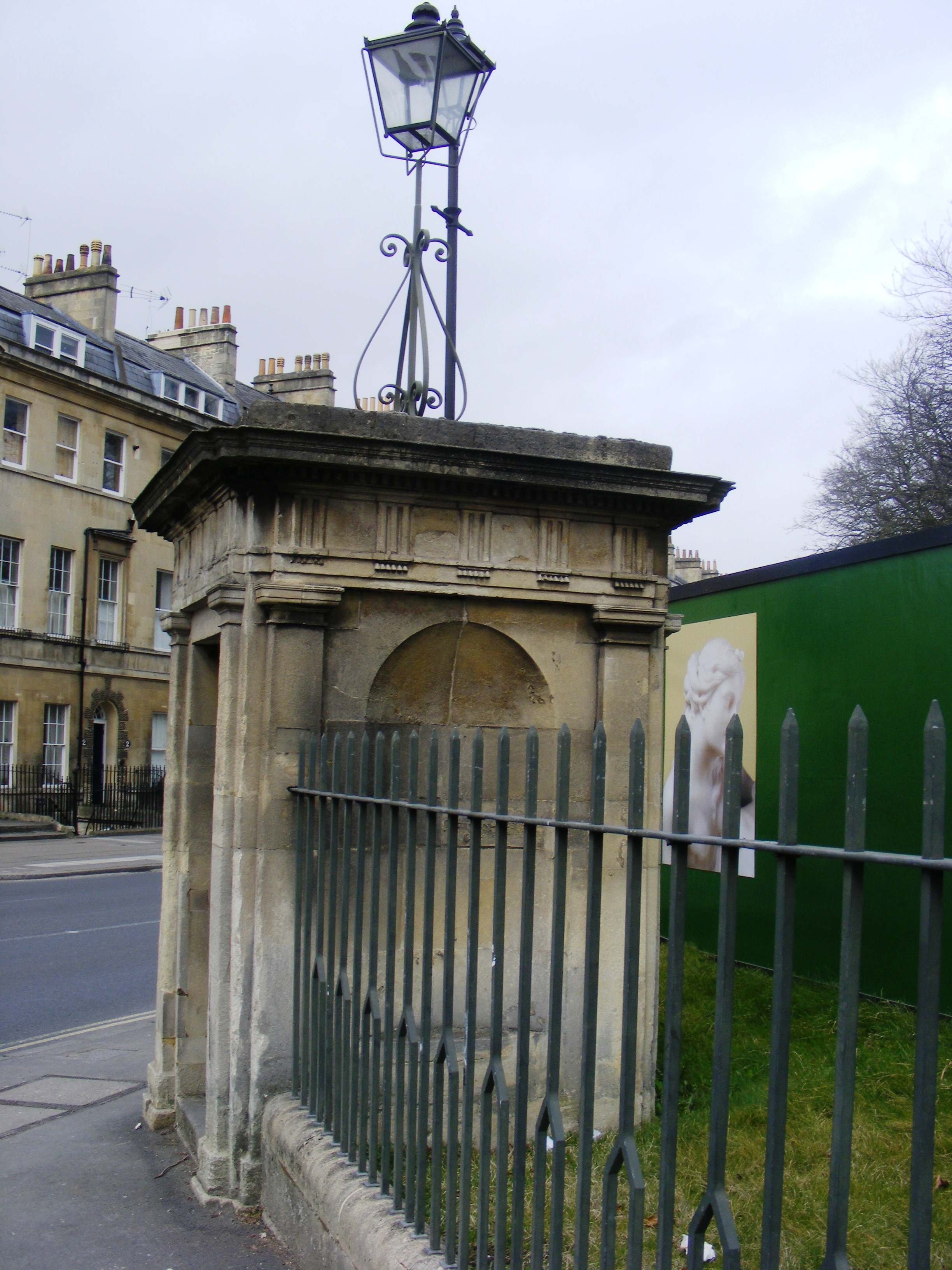
Guérite.

Le musée est abrité depuis 1916 dans l'ancien Sydney Hotel à la fin de la Great Pulteney Street. Cet édifice néoclassique a été projeté par Thomas Baldwin en 1794, est donne sur les Sydney Gardens.
L'édifice est construit par Charles Harcourt Masters sur trois étages de 1796 à 1799, l'entrée se faisant par les jardins. Il sert de salle de danse et de réception.
En 1836, l'hôtel devient une maison habitable et des chambres sont aménagées. On y ajoute des guérites vers 1840.
En 2011, un bloc de verre de trois étages est ajouté au musée en extension, selon les plans d'Eric Parry.

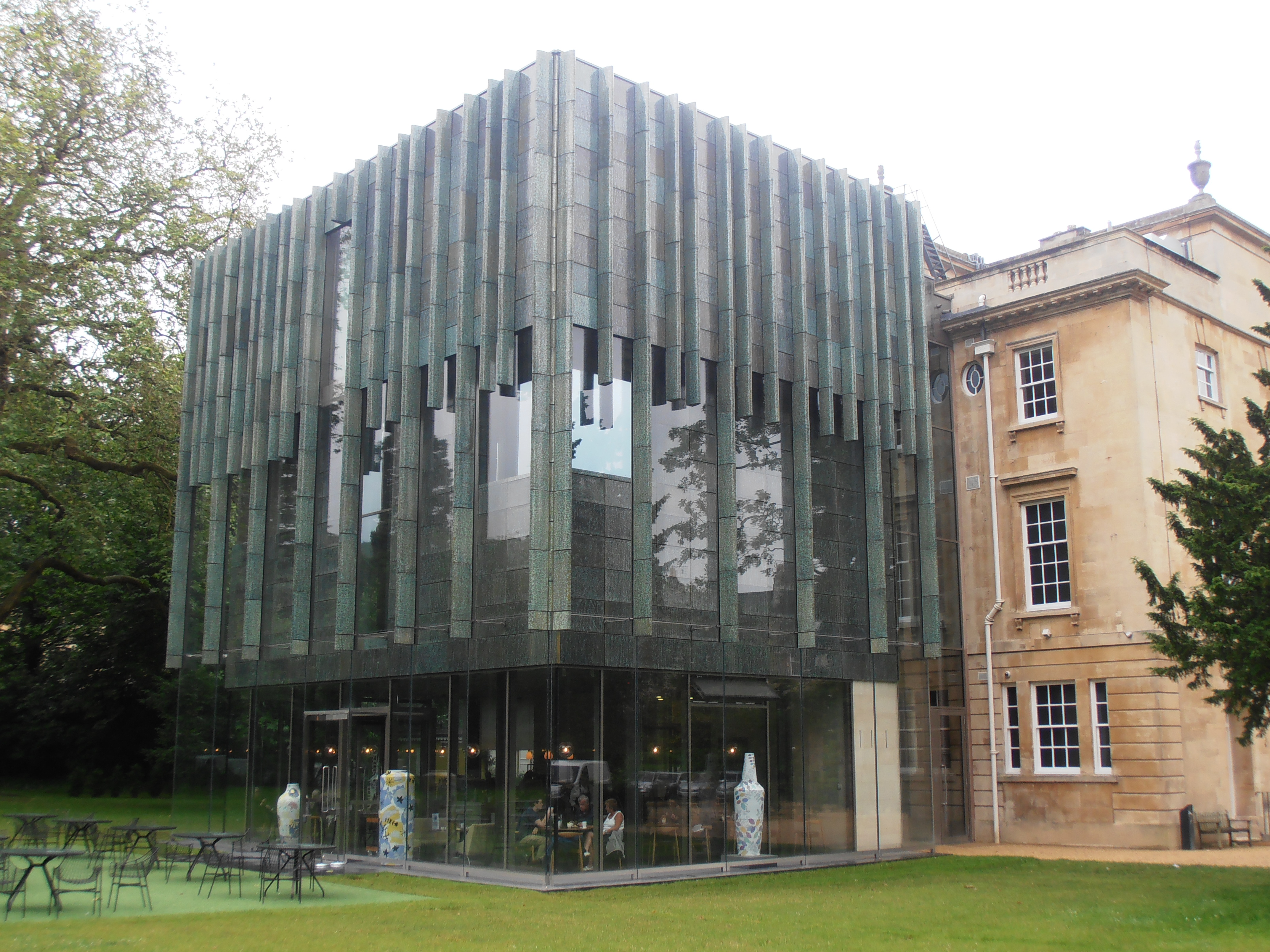
Extension de 2011.